# Хаджипур
Хаджипур (англ. Hajipur, хинди हाजीपुर) — город в центральной части штата Бихар, Индия. Административный центр округа Вайшали.

## География
Абсолютная высота — 45 метров над уровнем моря. Расположен всего в 10 км от административного центра штата, города Патна, на берегу реки Ганг. Мост Махатмы Ганди, длина которого составляет 5575 м, соединяет Хаджипур с Патной. Расстояние от Хаджипура до Музаффарпура составляет 53 км, до Чхапры — 60 км, до Сивана — 123 км, до Мотихари — 136 км.

## Население
По данным на 2013 год численность населения составляет 167 673 человека.
Динамика численности населения города по годам:
| 1991   | 2001    | 2013    |
| ------ | ------- | ------- |
| 87 687 | 119 412 | 167 673 |

## Транспорт
Через город проходят национальные шоссе № 19, № 77 и № 103. Имеется железнодорожное сообщение. Ближайший аэропорт находится в Патне, примерно в 21 км от города.